# Ricardo Guzmán Pereira
Ricardo Guzmán Pereira Méndez, né le 16 mai 1991 à Montevideo, est un footballeur international uruguayen. Évoluant au poste de milieu défensif, il joue avec le Club Atlético Peñarol, en prêt de l'Universidad de Chile.

## Biographie

### En équipe nationale
Avec les moins de 20 ans, il participe au championnat de la CONMEBOL des moins de 20 ans en 2011. L'Uruguay se classe deuxième de la compétition, derrière le Brésil. Cette performance lui permet de participer à la Coupe du monde des moins de 20 ans 2011 organisée en Colombie.
Il reçoit sa première sélection en équipe d'Uruguay le 13 novembre 2014, en amical contre le Costa Rica (match nul 3-3).
En 2015, le sélectionneur Óscar Tabárez le retient afin de participer à la Copa América 2015 qui se déroule au Chili. L'Uruguay atteint les quarts de finale de la compétition, en étant battue par le pays organisateur.

## Palmarès
Avec l'Universidad de Chile
- Champion du Chili en 2014 (tournoi d'ouverture)
- Vainqueur de la Coupe du Chili en 2015
- Vainqueur de la Supercoupe du Chili en 2015